# Seznam osebnosti iz Občine Cerklje na Gorenjskem
Seznam osebnosti iz občine Cerklje na Gorenjskem vsebuje osebnosti, ki so se rodile, delovale ali umrle v občini Cerklje na Gorenjskem.

## Do 19. stoletja
- Bohinc, Andrej (25. november 1795, Zapoge – 30. december 1871, Cerklje na Gorenjskem), nabožni pisatelj in duhovnik.
- Boršnik, Janez Krstnik (1761, Rakitna – 1838, Cerklje na Gorenjskem), učitelj. Ko se je leta 1788 v cerkljanski občini začelo organizirano splošno izobraževanje je dekan Mihael Boršnik za prvega učitelja postavil svojega nečaka Janeza Krstnika Boršnika. Med francosko okupacijo je bil imenovan za cerkljanskega župana in je takoj obnovil cerkljansko šolo, ki je že pred leti prenehala delovati. Ob vrnitvi avstrijske oblasti je bilo konec njegovega županovanja in učiteljske službe, ponovno se je začel ukvarjati s kmetovanjem.
- Boršnik, Mihael (1735, Rakitna – 1801, Cerklje na Gorenjskem), duhovnik. V Cerklje je prišel leta 1779, ko se je gradila nova cerkev. Mihael je kot mlad duhovnik prevzel župnijo in čez slabih deset let, ko je bila v Cerkljah ustanovljena dekanija, postal prvi cerkljanski dekan. Ustanovil je župnijsko šolo, za učitelja pa postavil svojega izobraženega nečaka Janeza Krstnika Boršnika.
- Globočnik, Jožef (1796, Poženik – 1863, Ljubljana), duhovnik in učitelj. V svoji oporoki je ustanovil štiri srednješolske štipendije, namenjene predvsem cerkljanskim dijakom. Cerkljanskim siromakom je zapustil obresti visoke glavnice.
- Janežič, Peter (18. stoletje, Cerklje na Gorenjskem), kipar. Omenja se ga med leti 1759–1769. Spada med najpomembnejše poznobaročne kiparje na Slovenskem. Med drugimi je naredil oltarje za Zgornji Brnik in Šmartno pri Cerkljah na Gorenjskem.
- Layer, Leopold (20. november 1752, Kranj – 12. april 1828, Kranj), slikar. Z oltarnimi slikami je obogatil notranjščine številnih cerkva, med drugim je napravil 8 slik za Cerklje na Gorenjskem.
- Ledinschek, Lenart (okoli leta 1600, Cerklje na Gorenjskem – 15. november 1663, Ljubljana), duhovnik, redovnik in jezuit.
- Redeskini, Maksimilijan Adam Jošt (12. oktober 1740 Ljubljana – 12. marec 1814, Adergas), nabožni pisatelj, glasbenik in duhovnik. Leta 1810 se kot upokojeni duhovnik preselil v samostan v Adergas, kjer je tudi pokopan.
- Medved, Matej (19. september 1796, Cerklje na Gorenjskem@ – 20. julij 1865, Cerklje na Gorenjskem), stavbenik, zidarski mojster in gradbeni podjetnik. V letih 1818–19 naj bi verjetno prezidal farno cerkev v Cerkljah.
- Ovjiazh (Ovijač), Blaž (okoli 1790, Cerklje na Gorenjskem – 4. oktober 1859, Ljubljana), pravnik in politik.
- Terpin Filip (1603 ali 1604, Selca – 23. junij 1683, Šmartno, Cerklje na Gorenjskem), slovenski rimskokatoliški duhovnik in nabožni pisatelj.

## 19. stoletje
- Barlè, Fran (20. november 1864, Cerklje na Gorenjskem – 23. maj 1928, Ljubljana), organizator gasilstva in prvi častni član Jugoslovanske gasilske zveze. V Cerkljah vsako leto v njegov spomin priredijo gasilsko tekmovanje, Barletov memorial. Danes v njegov spomin v Borštnikovi ulici stoji spominska plošča, v spominskem parku ob Hribarjevi hiši pa doprsni kip. Po njem se v Cerkljah imenuje ulica.
- Bedének, Jakob (25. julij 1850, Šmartno, Cerklje na Gorenjskem – 16. maj 1916, Dunaj, Avstrija), pisatelj.
- Benkovič, Josip (25. februar 1869, Kamnik – 5. november 1901, Velesovo), pisatelj, zgodovinar in cistercijan. Po nekaj mesecih samostanskega življenja je umrl v Velesovem.
- Borštnik, Ignacij (1. julij 1858, Cerklje na Gorenjskem – 23. september 1919, Ljubljana), igralec, režiser in gledališki pedagog. V Cerkljah je obiskoval osnovno šolo. Na rojstni hiši v Cerkljah je spominska plošča, v spominskem parku ob Hribarjevi hiši pa stoji njegov doprsni kip. V Cerkljah se po njem imenuje ulica.
- Cvek, Leopold (9. november 1814, Idrija – 2. september 1896, Ljubljana), učitelj, skladatelj, organist. V Cerkljah je postal učitelj in organist, v šoli je bil dober metodik in je kot prvi sistematično glasbeno vzgajal mlad cerkljanski rod. Z ustanovitvijo prvega mešanega zbora je zelo posegel v glasbeni razvoj Cerkljanov. Med delovanjem v Cerkljah je kot skladatelj izdal Napeve za svete pesmi (za odrasle) in Šestdeset pesem za otroke, šolo in kratek čas (za mladino).
- Čebul, Ivan (Janez) (13. oktober 1832, Velesovo – 3. avgust 1898, Garden Bay, Michigan, ZDA), duhovnik in misijonar.  Bil je najmlajši izmed petih bratrancev duhovnikov: poleg Janeza in Antona Globočnika iz Poženika ter Jožefa in Mihaela Lombergarja s Šenturške Gore. V spominskem parku ob Hribarjevi hiši danes stoji njegov doprsni kip.
- Franke, Ivan (16. maj 1841, Dobje pri Gorenji vasi v [[Poljanska dolina (Gorenjska)|Poljanski dolini – 15. oktober 1927, Ljubljana), pisec, slikar, konservator. V rani mladosti se je z materjo preselil v Cerklje. Njegove slike krasijo mnoge cerkve, tudi cerkljansko: Križev pot in sv. Mihael.
- Globočnik, Janez (10. april 1824, Poženik, Cerklje na Gorenjskem – 14. december 1877, Gorica, Furlanija - Julijska krajina), duhovnik, nabožni pisatelj in šolnik.
- Grašič, Josip (4. marec 1863, Golnik – 6. maj 1949, Spodnji Brnik), duhovnik, narodni buditelj in gospodarstvenik. Umrl je v Spodnjem Brniku, tri dni kasneje pa je bil pokopan v Cerkljah.
- Hacin, Janko (20. december 1884, Češnjevek, Cerklje na Gorenjskem – 11. april 1956, Ljubljana), gospodarstvenik in pravnik.
- Hacin, Josip (25. november 1881, Češnjevek, Cerklje na Gorenjskem – 12. december 1957, Ljubljana), pisatelj, pravnik in odvetnik.
- Hacin, Lovro (23. avgust 1886, Trata pri Velesovem – 4. september 1946, Ljubljana), pravnik, policijski uradnik.
- Hribar, Ivan (19. september 1851, Trzin – 18. april 1941, Ljubljana), politik, župan. Pomen Hribarja za Cerklje je predvsem v njegovem prispevku za gospodarsko in kulturno življenje. Tu je leta 1866 kupil pogorišče Lukeževe hiše, ki jo je v naslednjih letih preuredil v lastno poletno rezidenco in ki je kasneje gostila številne slovenske kulturnike in politike. Ignacija Borštnika je podprl pri študiju režije in igre na Dunaju. Njegova zasluga je modernizacija ceste od Spodnjega Brnika do Vodic. Po njem se v Cerkljah imenuje ulica.
- Janežič, Aleš (19. stoletje, Zalog), podobar, kipar. Med leti 1847–1873 je veliko delal okrog Cerkelj; naredil je kip sv. Martina na konju, glavni oltar v Šmartnu, oba stranska na Štefanji Gori, oba stranska v Češnjevku, najverjetneje pa tudi stranska v Gradu.
- Jebačin, Anton (11. marec 1850, Ljubljana – 4. september 1927, Ljubljana), slikar in restavrator. V Velesovem je ornamentalno okrasil cerkev.
- Jenko, Davorin (9. november 1835, Dvorje, Cerklje na Gorenjskem – 25. november 1914, Ljubljana), dirigent, glasbeni pedagog in skladatelj. Danes se v Cerkljah po njem imenuje osnovna šola – Osnovna šola Davorina Jenka.
- Jerše, Josip (19. marec 1872, Šmartno, Cerklje na Gorenjskem – 5. marec 1940, Ljubljana), pridigar, duhovnik in teolog.
- Juvan, Polonica (6. februar 1884, Mengeš – 28. januar 1952, Ljubljana), igralka. Za Cerkljane je še posebej zanimivo, da je v svojih zgodnjih vlogah večkrat nastopala s Cerkljanom, Ignacijem Borštnikom. Pokoj sta z možem Rudolfom preživljala v svoji vili »Polonci« v Cerkljah. V tem času je bila duša igralske skupine cerkljanskega KUD-a, ki je pod njenim vodstvom dosegalo visoko raven, saj je na takratnih republiških tekmovanjih amaterskih odrov dosegala najvišja mesta.
- Kimovec, Franc (21. september 1878, Glinje, Cerklje na Gorenjskem – 12. januar 1964, Ljubljana), glasbenik, skladatelj, duhovnik in kanonik. V Cerkvenem glasbeniku je pisal o orgelskih mojstrih, skladateljih, zvonovih, zgodovini glasbe in ocenjeval nove glasbene izdaje. Napravil je dispozicije za vrsto novih orgel na Slovenskem, leta 1940 tudi za cerkljanske. Danes v spominskem parku ob Hribarjevi hiši stoji njegov doprsni kip. Po njem se v Cerkljah imenuje ulica.
- Koder, Anton (21. maj 1851, Radomlje pri Kamniku – 21. februar 1918, Ljubljana, pokopan v Cerkljah na Gorenjskem), pesnik, pripovednik. Kot petleten deček se je s starši preselil v Poženik. Za zadnje počivališče si je izbral cerkljansko zemljo. V svoji oporoki je zapustil veliko denarja za cerkljanske in poženiške siromake, največ pa za izgradnjo cerkve v njegovem Poženiku. Po njem se v Cerkljah imenuje ulica.
- Lapajne Josip (18?? – 1937, [[Cerklje na Gorenjskem), učitelj, pesnik in pisatelj. Leta 1931 je objavil spomenico Davorin Jenkove narodne šole v Cerkljah z naslovom Od Ilirije do Jugoslavije. Je eden od sograditeljev doma na Krvavcu. Po njem se v Cerkljah imenuje ulica.
- Mesar, Janez (12. junij 1832, Jesenice – 3. maj 1895, Šmartno, Cerklje na Gorenjskem), gospodarski organizator in duhovnik. Kot kaplan je v Šmartnem služboval od leta 1894.
- Mežan, Janez (8. november 1897, Spodnji Brnik – 3. december 1972, Ptuj), slikar. Bil je zelo ploden ustvarjalec, ohranjenih je okoli 6.000 slik, grafik in risb. Fresko sv. Martina z gosko je zapustil v domači fari, v cerkvi v Šmartnu. Znano je, da je bil na rodni kraj zelo navezan. Vsako leto se je ob počitnicah z družino vračal na Brnik in v Cerklje ter s papirjem in barvami iskal zanimive motive. Na njegov priljubljeni motiv nas danes spominja Mežanov nagrobnik v obliki kapelice. Danes v spominskem parku ob Hribarjevi hiši stoji njegov doprsni kip. Po njem se v Cerkljah imenuje ulica.
- Močnik, Matej (13. september 1827, Zalog pri Cerkljah – 15. april 1895, Ljubljana), učitelj, pisatelj, urednik. Na rojstni hiši v Zalogu ima spominsko ploščo.
- Murn Aleksandrov, Josip (4. marec 1879, Ljubljana – 18. junij 1901, Ljubljana), pesnik. Na Cerklje ga veže rojstni kraj njegove matere Marije Murn, ki se je rodila v Lahovčah. V Zalog je zahajal med šolskimi počitnicami. Bivanje na Gorenjskem je zaznamovalo njegove kmečke pesmi. Jurij Zaloški je psevdonim, ki Murna umešča v cerkljanski prostor, navdih znameniti pesnikovi čustveni liriki.
- Nastran, Joahim (12. november 1802, Cerklje na Gorenjskem – 13. oktober 1863, Kamnik), duhovnik, redovnik, frančiškan.
- Peternel, Marko (15. april 1819, [[Davža, Železniki|Davča – december 1905, Selca), podobar. Po Gorenjskem je naredil mnogo oltarjev, med drugimi tudi oltar Matere Božje na Pšati.
- Puhar, Janez Avguštin (26. avgust 1814, Kranj – 7. avgust 1864, Kranj), duhovnik, izumitelj  fotografije na steklo. Kot kaplan je služboval tudi v Cerkljah.
- Ravnikar (Poženčan), Matevž (1. avgust 1802, Poženik – 14. februar 1864, Predoslje), pesnik, zbiralec ljudskega slovstva in duhovnik. Leta 1839 je v Danici Ilirski svoje pesmi objavil pod psevdonimom Mirko Poženčan, Ilir iz Kranjske.
- Robič, Simon (11. februar 1824, Kranjska Gora – 7. marec 1897, Šenturška Gora), naravoslovec, geolog in duhovnik.  Od leta 1874 pa vse do smrti je bil upravitelj na Šenturški gori ter vodja tamkajšnje zasilne šole. Na Šenturški Gori in na bližnjih planinah je zbiral lišaje in mahove. Na njegovo delovanje na Šenturški Gori kaže tudi spominska plošča.
- Šimenec, Andrej (21. november 1849, Zgornji Brnik – 19. december 1919, [[Občina Dol pri Ljublani|Dol pri Ljubljani), duhovnik, nabožni pisec.
- Šter, Franc (3. februar 1878, Zgornji Brnik – 2. september 1945, Celje), pravnik.
- Tavčar, Jurij (10. april 1820, Idrija – 9. marec 1892, Idrija), slikar. Leta 1876 je postavil glavni oltar in prižnico za cerkev v Dvorjah pri Cerkljah, leta 1878 glavni oltar in sliko sv. Simona in Juda v cerkvi v Spodnjem Brniku, leta 1881 pa je v cerkvi v Lahovčah postavil glavni oltar.
- Ternovec, Jernej (18. avgust 1846, Dobrova Setnica, Polhov Gradec – 3. oktober 1933, Polhov Gradec), podobar in mizar. Za cerkve v Cerkljah pri Kranju, v Lahovčah in na Štefanji Gori je naredil kipe, v cerkvi v Lahovčah pa je naredil tudi oltar.
- Varl, Jurij (23. april 1812, Kropa – 5. marec 1874, Velesovo), pesnik, pripovednik in duhovnik. Kot župnijski namestnik je do leta 1839 služboval v Cerkljah na Gorenjskem, nazadnje pa je od leta 1869 pa vse do smrti služboval v Velesovem. Napisal je zgodovino Velesovega in jo kot božjepotno knjižico leta 1872 izdal v samozaložbi.
- Vavken, Andrej (29. november 1838, Planina, Postojna – 16. april 1898, Cerklje na Gorenjskem), glasbenik, skladatelj in učitelj. Od leta 1857 je kot učitelj oz. nadučitelj služboval v Cerkljah. 30 let je bil cerkljanski župan, v tem času pa je ustanovil tudi pošto in gasilsko društvo. Med najpomembnejša pa štejemo njegova dela na glasbenem področju. 41 let je bil organist in zborovodja v farni cerkvi, vse to pa ga je spodbudilo tudi h komponiranju. V samozaložbi je objavil zbirko posvetnih pesmi Glasi gorenjski (1861, 1863). Za cerkveno rabo je izdal zbirko v sedmih zvezkih z naslovom Napevi cerkvenih pesmi (1863–1874), prav z njo pa si je postavil spomenik med slovenskimi cerkvenimi skladatelji. Napisal je tudi glasbo k Borštnikovi igri Stari Ilija. Vavknov nagrobnik je vzidan v zadnji desni steber Plečnikove lope pred staro mrliško vežico. V spominskem parku ob Hribarjevi hiši danes stoji njegov doprsni kip. Po njem se v Cerkljah imenuje ulica.
- Vombergar, Jože (16. februar 1902, Pšenična Polica – 20. oktober 1980, Buenos Aires, Argentina), dramatik. Na šoli in prosvetnem odru v Cerkljah je igral in režiral dramska dela.
- Zhesnik, Anton (14. januar 1801, Zgornji Brnik – 16. marec 1862, Kočevje), zdravnik in veterinar.
- Zorman, Ivan (28. april 1889, Šmarje - Sap – 4. avgust 1957, Cleveland, Ohio, ZDA), pesnik in glasbenik. Po tem, ko se je leta 1893 z družino izselil v ZDA, so se leta 1898 za kratek čas vrnili v domovino, v očetov rojstni kraj, v Velesovo.
- Železnikar, Ivan (28. december 1839, Stiška vas pri Cerkljah na Gorenjskem – 26. januar 1892, Ljubljana), novinar, urednik.

## 20. in 21. stoletje
- Cuderman, Mirko (18. julij 1930, Tupaliče, Cerklje na Gorenjskem), muzikolog, dirigent, zborovodja.
- Čebulj, Franc (21. avgust 1952, Adergas), politik, župan in čebelar. Intenzivno je sodeloval pri ustanovitvi samostojne Občine Cerklje na Gorenjskem. Leta 1995 je bil izvoljen za njenega prvega župana. Bil je tudi predsednik Čebelarske zveze Slovenije ter ustanovitelj in prvi predsednik Kasaške zveze Slovenije.
- Duhovnik Alojzij (13. maj 1916, Preska, Medvode – 3. oktober 1944, Zalog pri Cerkljah), slovenski duhovnik.
- Furlan, Danilo (20. marec 1913, Trst – februar 2003), klimatolog. Za področje letališča Brnik je na področju varstva okolja sodeloval pri ugotavljanju stopnje možnega povečanja števila dni z meglo kot posledico človekove aktivnosti.
- Fajfar, Tone (Gašper) (20. februar 1913, Spodnji Brnik – 12. december 1981, Ljubljana), politik, partizan, publicist.
- Gerkman, Viktor (6. januar 1952, Cerklje na Gorenjskem – 6. april 2009, Brezje na Gorenjskem), psiholog, psihoterapevt, publicist.
- Globočnik Martin (1. avgust 1919, Poženik - 17. januar 2008, ZDA), slovenski šolnik in prosvetni delavec.
- Hrovatin Vintar, Breda (16. februar 1932, Spodnji Brnik), lutkarica.
- Ilija, Lojze (19. junij 1905, Spodnji Brnik – 4. november 1982, Los Taques, Venezuela), pisatelj, politik.
- Jagodic, Andreja (15. januar 1975, Cerklje na Gorenjskem), kolesarka, alpinistka.
- Jančar, Drago (13. april 1948, Maribor), pisatelj, dramatik, esejist. Roman To noč sem jo videl (2010) je sad avtorjevega preučevanja medvojnega gradiva, ki se delno nanaša na resnično zgodbo zakoncev Hribar, lastnikov gradu Strmol na Gorenjskem.
- Jontez, Ivan (2. oktober 1902, Cerklje na Gorenjskem – 1. maj 1979, Cleveland, ZDA), pisatelj, pesnik, urednik.
- Močnik, Damijan (30. november 1967, Cerklje na Gorenjskem), slovenski skladatelj, zborovodja in pedagog.
- Močnik, Janez (7. oktober 1936, Cerklje na Gorenjskem – 25. februar 2016, Cerklje na Gorenjskem), skladatelj, likovni pedagog. Leta 2004 mu je Občina Cerklje na Gorenjskem za njegov obširni opus podelila naslov častnega občana. Ob praznovanju 850. obletnice prve pisne omembe je izšla njegova knjiga z naslovom Podobe nekdanjih časov.
- Norčič, Bogdan (19. september 1953, Kranj – 2. april 2004, Adergas pri Cerkljah na Gorenjskem), smučarski skakalec, olimpijec.
- Perčič, Tone (26. december 1954, Ljubljana), pisatelj, prevajalec. V romanu In ti boš meni ponoči trkal na vrata (1998) zajema tragično dogajanje zakoncev Hribar, lastnikov gradu Strmol na Gorenjskem.
- Strgar, Vinko (29. julij 1928, Leskovec pri Krškem – 2. marec 1992, Ljubljana, pokopan v Cerkljah na Gorenjskem), biolog, botanik in hortikulturnik.
- Šerjak Jože (8. junij 1918, Trata pri Velesovem - 1945, Teharje), slovenski pesnik, salezijanec.
- Šporar, Ivan (11. januar 1910, Herinja vas – julij 2003, Ljubljana), kmetijski strokovnjak. V Lahovčah pri Kranju je pisal ureditvene programe za posestva.
- Valenčič, Mitja (1. februar 1978, Cerklje na Gorenjskem), alpski smučar, olimpijec.
- Vombergar, Joža (16. februar 1902, Pšenična polica pri Cerkljah na Gorenjskem – 20. oktober 1980, Buenos Aires, Argentina), dramatik.
- Zadnikar, Marijan (27. december 1921, Novo mesto – 4. oktober 2005, Ljubljana), umetnostni zgodovinar in konservator. V znanstveno revijo Traditiones je leta 1979 napisal prispevek Stiški Mihael in Lahovče.
- Zorman, Viktor (15. februar 1918, Velesovo – 29. maj 1945 Ljubljana Šentvid), pisatelj.